# مجهر لارمور للنيوترون
مجهر لارمور للنيوترون هو عبارة عن ميكروسكوب يقوم على مبدأ انتثار النيوترونات. سميت تكريما للعالم الفيزيائي لجوزيف لارمور ومبدأ اللارمورية الذي سيزيد من دقة الانتثار.

## الموقع
يقع مجهر لارمور في مقاطعة أكسفوردشير.

## الوصف
تم استخدام مجهر لارمور لصنع صور عالية الدقة وعميقة للأشياء المادية وبما أن النيوترونات لا تتحمل شحنة كهربائية فإن أشعة النيوترون يمكن أن تتغلغل بعمق في المواد. من خلال فحص التفاعلات القليلة التي يمتلكها النيوترون مع الذرات التي يواجهها وتعزيز التصوير باستخدام مبتورة اللَّارَم ويتوقع أن ينشئ المجهر صوراً بمستوى ذرة على مستوى الذرات حيث سيسمح الميكروسكوب بمراقبة المواد المغناطيسية والسوائل المعقدة والعينات الحية على سبيل المثال تطبيق هذا البحث هو تحسين الإلكترونيات وتخزين الشحن في بطاريات أيونات الليثيوم كما هو حاصل الآن ببعض الهواتف النقالة.

## التاريخ
مجهر لارمور هو مشروع مشترك بين جامعة دلفت للتكنولوجيا وجامعة ايندهوفن للتكنولوجيا وجامعة جرونينجن ومجلس مرافق العلوم والتكنولوجيا حيث يتم تمويلها بالاشتراك مع الجامعات الهولندية المشاركة حيث يسهم مجلس مرافق العلوم والتكنولوجيا بمبلغ 2.3 مليون يورو. للمعلومية يتم حجز المجهر ثلث السنة للبحوث في هولندا.